# 上條站 (長野縣)
上條站（日语：／ Kamijo eki */?）是位於長野縣下高井郡山之內町大字平穩，屬於長野電鐵的長野線車站。車站編號為N23。

## 歷史

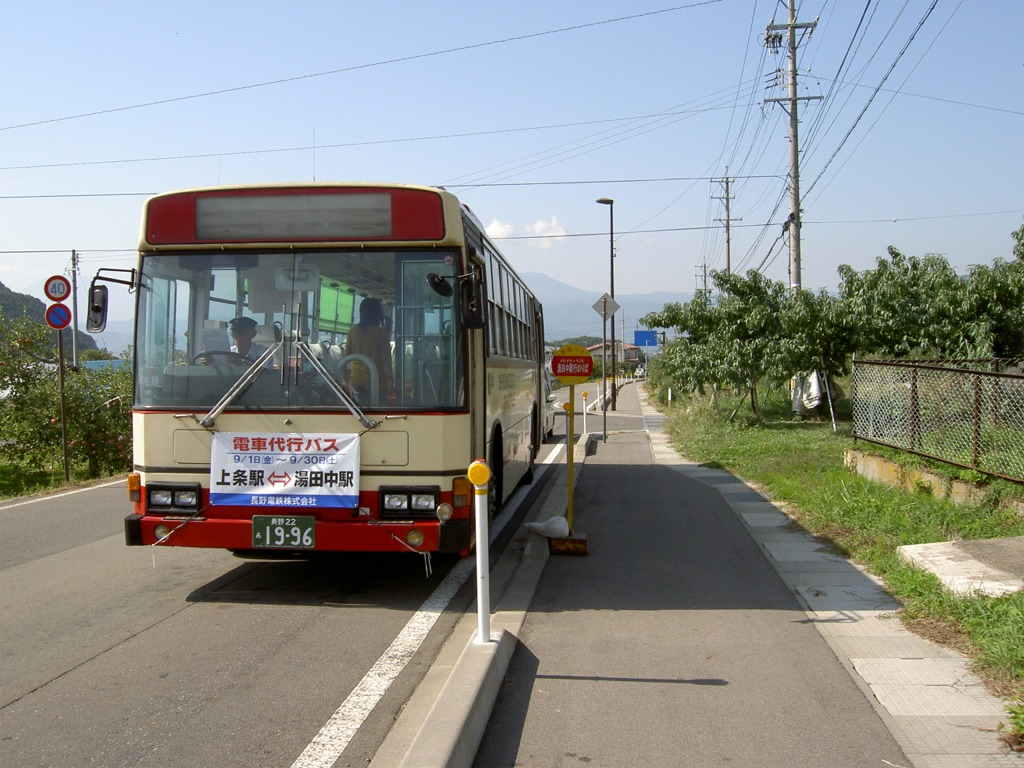
行走於湯田中站至上條站之間的列車代行巴士（2006年9月於上條站前臨時乘車處）

- 1927年（昭和2年）4月28日 - 車站啟用[1]。
- 1970年（昭和45年)12月30日 - 成為無人車站。
- 2006年（平成18年）9月1日〜9月30日 - 湯田中站進行大規模工程，前往湯田中的列車以此站為終點站。上條〜湯田中之間安排了代行巴士行走。
- 2011年（平成23年）2月13日 - B特急不再停靠此站。

## 車站構造
本站是地面車站，設有1面1線單式月台。本站曾為有人車站，現時為無人車站，站內設有簡單的候車室。

## 使用狀況
以下為近年1日平均乘車人次變化。
| 年度   | 一日平均 乘車人次 |
| ------ | ----------------- |
| 2010年 | 39                |
| 2011年 | 36                |
| 2012年 | 31                |
| 2013年 | 24                |
| 2014年 | 22                |
| 2015年 | 21                |
| 2016年 | 23                |
| 2017年 | 24                |
| 2018年 | 23                |

## 車站周邊
車站周邊較多蘋果田。
- 夜間瀨川（日语：夜間瀬川）

## 相鄰車站
長野電鐵
■長野線
■A特急、■B特急
通過
■普通
夜間瀨（N22）－上條（N23）－湯田中（N24）

## 注腳
1. 1 2 3 4 5 6 7 8 9  信濃毎日新聞社出版部. . 信濃毎日新聞社. 2011-07-24: 288. ISBN 9784784071647 （日语）.
2. ↑  《長野縣統計書》各年度版。

## 外部連結
- 上條站｜各站資訊 （页面存档备份，存于）（日語） - 長野電鐵